# Xã Central, Quận Nelson, Bắc Dakota
Xã Central (tiếng Anh: Central Township) là một xã thuộc quận Nelson, tiểu bang Bắc Dakota, Hoa Kỳ. Năm 2010, dân số của xã này là 29 người.